# Sicyopus auxilimentus
Sicyopus auxilimentus är en fiskart som beskrevs av Watson och Kottelat, 1994. Sicyopus auxilimentus ingår i släktet Sicyopus och familjen smörbultsfiskar. IUCN kategoriserar arten globalt som sårbar. Inga underarter finns listade i Catalogue of Life.